# Lyncina ventriculus
Lyncina ventriculus is een slakkensoort uit de familie van de Cypraeidae. De wetenschappelijke naam van de soort werd on 1810 voor het eerst geldig gepubliceerd door Jean-Baptiste de Lamarck.